# Giorgio Stivanello
Giorgio Stivanello (Venezia, 13 luglio 1932 – Vicenza, 18 maggio 2010) è stato un calciatore italiano.

## Biografia
È scomparso nel 2010 all'età di settantasette anni.
Anche suo figlio Piero, nato a Torino il 26 marzo 1957, è stato un calciatore professionista, con all'attivo una presenza in Serie A con il L.R. Vicenza nella stagione 1974-1975.

## Carriera

Stivanello al Padova nell'annata 1955-1956

Cresciuto calcisticamente nel Venezia, fu una classica ala con un gioco basato su lunghe discese sulla fascia e cross verso gli attaccanti.
Passato al Padova nel 1953, dopo aver centrato la promozione in massima serie nella stagione 1954-55, contribuendo con 12 reti all'attivo, esordì in Serie A il 18 settembre 1955 in Padova-Lazio 1-2. Nella stagione 1956-1957 venne tesserato dalla Juventus, che lo impiegò nel suo ruolo naturale, potendo disporre di una coppia di attaccanti adatta a sfruttarne i cross, formata da John Charles e Omar Sívori.
Stiva giocò nella Juventus per sei stagioni, giocando le prime 3 da titolare e le seguenti da rincalzo, collezionando 93 presenze e realizzando 20 gol, di cui 11 nella prima stagione (miglior marcatore bianconero della stagione, alla pari di Antonio Montico); durante la sua permanenza a Torino, la Juventus vinse tre scudetti e due Coppe Italia. I sei anni trascorsi con la Vecchia Signora furono intervallati dalla stagione 1960-61, quando Stivanello fu ceduto in prestito alla Lazio, con la quale però non disputò gare di campionato.
Concluse la sua carriera ad alto livello nella stagione 1962-1963 nel Venezia, realizzando due reti non sufficienti a evitare la retrocessione in B dei lagunari. In carriera ha totalizzato complessivamente 115 presenze e 25 reti in Serie A, e 64 presenze e 20 reti in Serie B.

## Palmarès
- Campionato italiano: 2

Juventus: 1957-1958, 1959-1960
- Coppa Italia: 2

Juventus: 1958-1959, 1959-1960